# Helena Villar Ortega
Helena Villar Ortega es una periodista, presentadora y escritora española. Trabaja para el canal estatal ruso Russia Today, más conocido como RT.

## Biografía
Villar es licenciada en periodismo por la Universidad Autónoma de Barcelona y tiene un máster en Televisión por la Universidad Rey Juan Carlos.
Trabajó en Televisión Española y actualmente trabaja en RT.
En abril de 2016, el documental de la cadena Sumud. 40 años de resistencia dirigido por  Villar Ortega, fue galardonado en el New York Festivals.
En 2017, el documental de la cadena España. La memoria enterrada dirigido por la corresponsal Helena Villar Ortega y producido por Ángela Gallardo Bernal, fue galardonado en US International Film & Video Festival.
En 2019, un programa especial de Helena Villar sobre los residentes de Skid Row, una de las zonas más deprimidas de Los Ángeles, recibió un galardón de plata en la categoría de Asuntos Sociales en el "US International Film & Video Festival". 
En diciembre del 2024, Helena Villar recibió el Premio Nacional de Periodismo del Club de Periodistas de México por su investigación RT Reporta 'Vieques: ¿futuro minado?' sobre la isla de Vieques en Puerto Rico, plagada de explosivos sin detonar y peligrosamente contaminada con metales pesados por los incesantes bombardeos que soportó durante décadas como campo de pruebas de la Marina de EE. UU. 

## Libros
- Villar, Helena (2021). Esclavos Unidos: la otra cara del American Dream. Madrid, España: Ediciones Akal. ISBN 978-84-460-5118-3. OCLC 1342051675.